# نجلاء أبو مرعي
نجلاء أبو مرعي هي صحفيّة لبنانيّة تعملُ كمقدمة أخبار وبرامج في التلفزيون العربي بعدما كانت قد عملت سابقًا في عددٍ من المحطات أبرزها بي بي سي. تُقدّم نجلاء على شاشة التلفزيون العربي عددًا من البرامج بما في ذلك برنامج «للخبر بقيّة» فضلًا عن تقديمها لنشرات الأخبار بينَ الفينة والأخرى.

## المسيرة المِهنيّة
بعد تخرجها من كليّة الإعلام في لبنان؛ عملت نجلاء معَ مطلع القرن الحادي والعشرين في إذاعة صوت الشعب وبحلول عام 2003 انتقلت للعملِ معَ تلفزيون المستقبل حيثُ قدمت معهُ عددًا من البرامج والأخبار كما نسّقت أخرى مثلَ برنامج «اليوم الأخير» الذي كان يتحدث عن آخر 24 ساعة من حياة الرئيس الحريري بعد مرور عامٍ على حادثة اغتياله إلى جانبِ التغطيّات الحصريّة على غِرار تغطيتها لانتخابات مجلس الأمة في الكويت عام 2006. بعدَ حوالي 4 سنوات غادرت نجلاء قناة المستقبل صوبَ بي بي سي عربي. تجربتها معَ هذه المحطّة الأخيرة كانت ناجحة حيثُ تعرّف عليها المُشاهد العربي بعدما استضافت برنامج «سبعة أيام» بشكلٍ دوري إلى حينِ رحيلها عن القناة والتوجه للعمل معَ التلفزيون العربي الذي كان قد أعلنَ عن انطلاقتهِ مطلع عام 2015.
بالإضافةِ إلى عملها الصحفيّ؛ تقومُ نجلاء بشكلٍ دوري بكتابة بعضِ المقالات التي تُعالج فيها عددًا من الظواهر على مدونتها الشخصيّة أو على باقي المواقع.